# 23世紀
23世紀（にじゅうさんせいき）とは、西暦2201年から西暦2300年までの100年間を指す世紀。
この項目では、国際的な視点に基づいた23世紀を記述する。

## 予定・予測される主なできごと

### 2220年代
- 2220年代から2240年代にかけて、約20年間にわたり冥王星が海王星の軌道より内側に入りこむ（1979年から1999年以来）[要出典]。

### 2240年代
- 2247年6月11日 - 金星の太陽面通過。

### 2250年代
- 2255年6月9日 - 金星の太陽面通過。

### 2280年代
- 2286年 - time_t 型における秒数の桁数が11桁になる。

### 2300年代
- 2300年 - （東アジア圏）グレゴリオ暦に改暦して以来2回目となる平年の辰年(前回は1700年)。